# Esperance, New York
Esperance är en kommun i Schoharie County i delstaten New York, USA.